# Prospero X-3

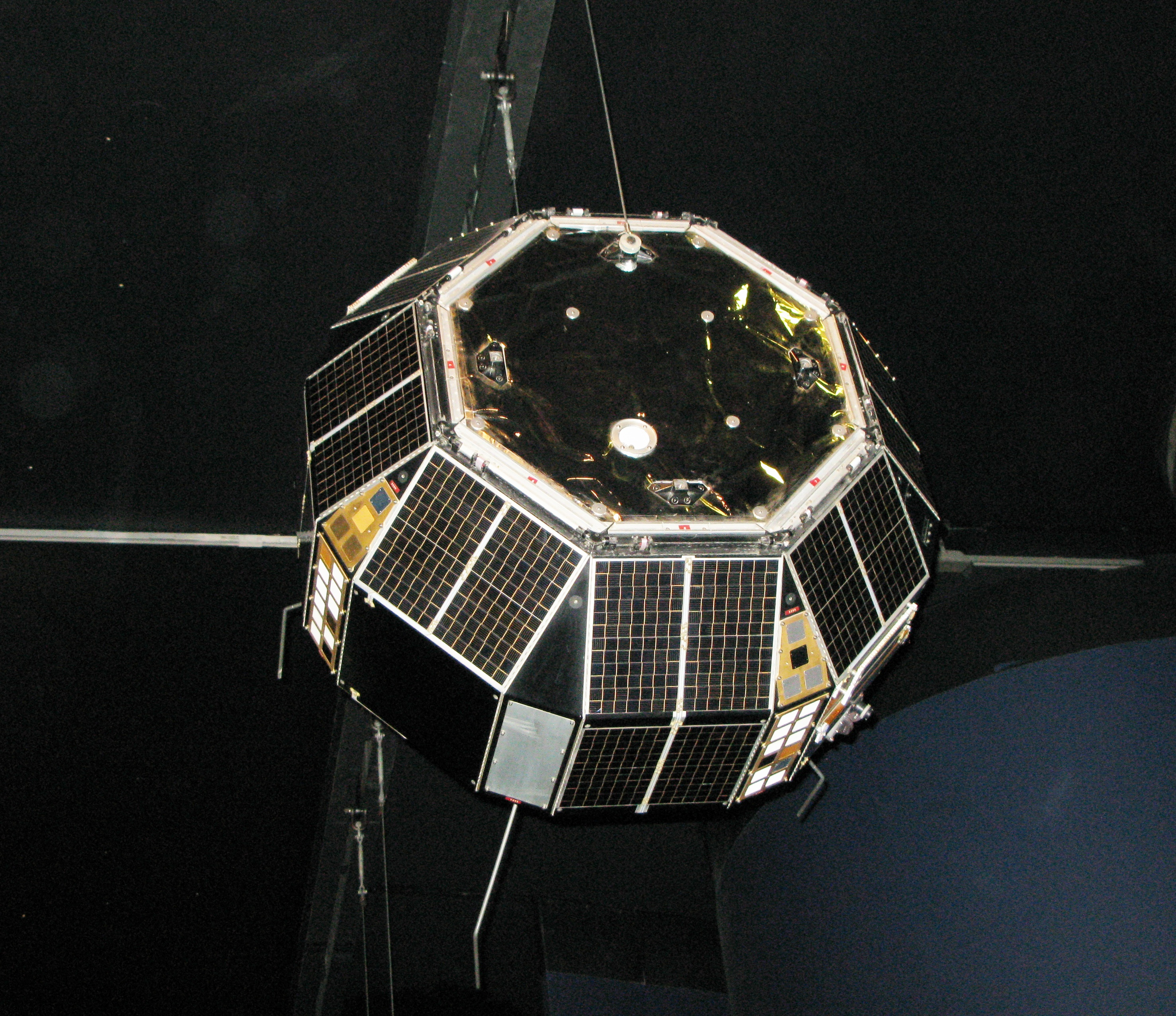
Un modello del satellite Prospero X-3 esposto presso il Museo della scienza di Londra.

Il satellite Prospero, conosciuto anche come X-3, è stato il primo ed unico satellite artificiale lanciato con successo da un razzo vettore britannico. Fu lanciato il 28 ottobre 1971 con un razzo Black Arrow dal Cosmodromo di Woomera in Australia. Con questo lancio, il Regno Unito divenne la sesta nazione ad avere lanciato un satellite con un proprio razzo vettore dopo URSS, USA, Francia, Giappone e Cina. Un lancio precedente con lo stesso vettore Black Arrow era stato effettuato nel settembre 1970 per portare in orbita il satellite Orba X-2, ma il secondo stadio del razzo si spense anticipatamente e il satellite non poté entrare in orbita.
Prospero non fu in assoluto il primo satellite britannico ad andare in orbita, dato che il Regno Unito aveva già lanciato il satellite Ariel 3 nel 1967; questo lancio però non era stato effettuato con un vettore britannico, ma con un vettore statunitense Scout.
Il satellite Prospero effettuò esperimenti per collaudare celle solari e scoprire micrometeoriti; fu disattivato ufficialmente nel 1996, ma i suoi segnali radio poterono essere captati sulla frequenza di 137,560 MHz fino al 2006. Si prevede che questo satellite non rientrerà nell'atmosfera terrestre prima di un secolo.